# 1997 au Nouveau-Brunswick
Chronologie du Nouveau-Brunswick
- 1993
- 1994
- 1995
- 1996
- 1997
- 1998
- 1999
- 2000
- 2001

Cette page concerne des événements d'actualité qui se sont produits durant l'année 1997 dans la province canadienne du Nouveau-Brunswick.

## Événements
- 1er avril : la TVH entre en vigueur au Nouveau-Brunswick.
- 18 avril : Marilyn Trenholme Counsell succède à Margaret Norrie McCain comme lieutenant-gouverneur du Nouveau-Brunswick et devient la deuxième femme à exercer cette fonction.
- Mai : émeutes de Saint-Sauveur et Saint-Simon.
- 31 mai : inauguration du Pont de la Confédération.
- 2 juin : lors des élections fédérales, les conservateurs remportent cinq sièges dans la province contre trois pour les libéraux et les deux premiers néo-démocrates fédéraux Yvon Godin dans Acadie—Bathurst et Angela Vautour dans Beauséjour-Petitcodiac.
- 23 juin : Larry Kennedy est réélu député de sa circonscription provinciale de Victoria-Tobique lors d'une élection partielle organisée[1].
- 8 août : la conférence annuelle des premiers ministres à Saint-Andrews débute dans la controverse à la suite de l'envoi par Frank McKenna d'une lettre d'appui aux partitionnistes du Québec[2].
- 22 septembre : Fernand Robichaud est nommé sénateur à Ottawa.
- 1er octobre : Michel Bastarache est nommé à la Cour suprême du Canada.
- 14 octobre : Joseph Raymond Frenette succède à Frank McKenna comme premier ministre de la province sur une base intérimaire.
- 18 octobre : Bernard Lord est élu chef du Parti progressiste-conservateur du Nouveau-Brunswick.
- 17 novembre : lors des deux élections partielles provinciales, le libéral James Doyle l'emporte Miramichi—Baie-du-Vin à la suite de la démission de Frank McKenna et le progressiste-conservateur Peter Mesheau l'emporte Tantramar à la suite de la nomination de Marilyn Trenholme Counsell au poste de lieutenant-gouverneur du Nouveau-Brunswick[1].
- 16 décembre : accident du Vol 646 Air Canada à Fredericton.

## Décès
- 11 avril : Muriel McQueen Fergusson, présidente du Sénat du Canada.
- 21 avril : Alfred Bailey, anthropologue, ethnologue, historien et poète
- 12 octobre : Fred McCain, député.
- 20 octobre : Léon Richard, médecin.